# 8992 Magnanimity
Magnanimity (asteróide 8992) é um asteróide da cintura principal, a 1,8870854 UA. Possui uma excentricidade de 0,2103386 e um período orbital de 1 349,33 dias (3,7 anos).
Magnanimity tem uma velocidade orbital média de 19,26714729 km/s e uma inclinação de 7,91148º.